# Condado de Bedford (Tennessee)
O Condado de Bedford é um dos 95 condados do Estado americano do Tennessee. A sede do condado é Shelbyville, e sua maior cidade é Shelbyville. O condado possui uma área de 1 230 km² (dos quais 3 km² estão cobertos por água), uma população de 37 586 habitantes, e uma densidade populacional de 31 hab/km² (segundo o censo nacional de 2000). O condado foi fundado em 3 de dezembro de 1807.